# Tacparia zalissaria
Tacparia zalissaria là một loài bướm đêm trong họ Geometridae.